# Massadio Haïdara
Massadio Haïdara (Trappes, 2 dicembre 1992) è un calciatore francese naturalizzato maliano, di origine senegalese, difensore del Kocaelispor.

## Carriera

### Club
Cresce calcisticamente nel Nancy in Francia giocando prima nella squadra B nel 2009-2010 e poi dal 2010 colleziona 46 presenze in prima squadra fino al 2013. Nel mercato estivo si trasferisce al Newcastle United.
Il 30 agosto 2024 viene acquistato dal Brest.

### Nazionale
Nel 2019, dopo aver giocato nelle nazionali giovanili francesi, ha esordito nella nazionale maliana, con cui ha partecipato alla Coppa d'Africa sia nel 2019 che nel 2021.

## Statistiche

### Presenze e reti nei club
Statistiche aggiornate al 1° luglio 2025
| Stagione            | Squadra          | Campionato       | Campionato | Campionato | Coppe nazionali | Coppe nazionali | Coppe nazionali | Coppe europee | Coppe europee | Coppe europee | Altre coppe | Altre coppe | Altre coppe | Totale | Totale |  |
| Stagione            | Squadra          | Comp             | Pres       | Reti       | Comp            | Pres            | Reti            | Comp          | Pres          | Reti          | Comp        | Pres        | Reti        | Pres   | Reti   |  |
| ------------------- | ---------------- | ---------------- | ---------- | ---------- | --------------- | --------------- | --------------- | ------------- | ------------- | ------------- | ----------- | ----------- | ----------- | ------ | ------ |  |
| 2010-2011           | Nancy            | L1               | 10         | 0          | CF              | 3               | 0               | -             | -             | -             | -           | -           | -           | 13     | 0      |  |
| 2011-2012           | Nancy            | L1               | 19         | 0          | CdL             | 1               | 0               | -             | -             | -             | -           | -           | -           | 20     | 0      |  |
| ago. 2012-gen. 2013 | Nancy            | L1               | 17         | 0          | CF              | 1               | 0               | -             | -             | -             | -           | -           | -           | 18     | 0      |  |
| Totale Nancy        | Totale Nancy     | Totale Nancy     | 46         | 0          |                 | 5               | 0               |               |               |               |             | -           | -           | 51     | 0      |  |
| gen.-mag. 2013      | Newcastle        | PL               | 4          | 0          | -               | -               | -               | UEL           | 4             | 0             | -           | -           | -           | 8      | 0      |  |
| 2013-2014           | Newcastle        | PL               | 11         | 0          | FACup+CdL       | 1+1             | 0+0             | -             | -             | -             | -           | -           | -           | 13     | 0      |  |
| 2014-2015           | Newcastle        | PL               | 15         | 0          | FACup+CdL       | 1+3             | 0+0             | -             | -             | -             | -           | -           | -           | 19     | 0      |  |
| 2015-2016           | Newcastle        | PL               | 7          | 0          | FACup+CdL       | 0               | 0               | -             | -             | -             | -           | -           | -           | 7      | 0      |  |
| 2016-2017           | Newcastle        | FLC              | 1          | 0          | FACup+CdL       | 2+0             | 0+0             |               | -             | -             |             | -           | -           | 3      | 0      |  |
| 2017-2018           | Newcastle        | PL               | 1          | 0          | FACup+CdL       | 1+0             | 0+0             |               | -             | -             |             | -           | -           | 2      | 0      |  |
| Totale Newcastle    | Totale Newcastle | Totale Newcastle | 39         | 0          |                 | 9               | 0               |               | 4             | 0             |             | -           | -           | 52     | 0      |  |
| 2018-2019           | Lens             | L2               | 32+2       | 0          | CF+CdL          | 1+1             | 0+0             |               | -             | -             |             | -           | -           | 36     | 0      |  |
| 2019-2020           | Lens             | L2               | 20         | 1          | CF+CdL          | 0+1             | 0+0             |               | -             | -             |             | -           | -           | 21     | 1      |  |
| 2020-2021           | Lens             | L1               | 25         | 2          | CF              | 1               | 0               |               | -             | -             |             | -           | -           | 26     | 2      |  |
| 2021-2022           | Lens             | L1               | 20         | 1          | CF              | 1               | 0               |               | -             | -             |             | -           | -           | 21     | 1      |  |
| 2022-2023           | Lens             | L1               | 36         | 0          | CF              | 3               | 0               |               | -             | -             |             | -           | -           | 39     | 0      |  |
| 2023-2024           | Lens             | L1               | 18         | 0          | CF              | 0               | 0               | UCL+UEL       | 4+2           | 0             |             | -           | -           | 24     | 0      |  |
| ago. 2024           | Lens             | L1               | 0          | 0          | CF              | 0               | 0               | UECL          | 1             | 0             |             | -           | -           | 1      | 0      |  |
| Totale Lens         | Totale Lens      | Totale Lens      | 151+2      | 4          |                 | 8               | 0               |               | 7             | 0             |             | -           | -           | 168    | 4      |  |
| 2024-2025           | Brest            | L1               | 22         | 1          | CF              | 1               | 0               | UCL           | 8             | 0             | -           | -           | -           | 31     | 1      |  |
| 2025-2026           | Kocaelispor      | SL               | 0          | 0          | TK              | 0               | 0               |               | -             | -             |             | -           | -           | 0      | 0      |  |
| Totale carriera     | Totale carriera  | Totale carriera  | 260        | 5          |                 | 23              | 0               |               | 19            | 0             |             | -           | -           | 302    | 5      |  |

### Cronologia presenze e reti in nazionale
| Cronologia completa delle presenze e delle reti in nazionale ― Mali | Cronologia completa delle presenze e delle reti in nazionale ― Mali | Cronologia completa delle presenze e delle reti in nazionale ― Mali | Cronologia completa delle presenze e delle reti in nazionale ― Mali | Cronologia completa delle presenze e delle reti in nazionale ― Mali | Cronologia completa delle presenze e delle reti in nazionale ― Mali | Cronologia completa delle presenze e delle reti in nazionale ― Mali | Cronologia completa delle presenze e delle reti in nazionale ― Mali |
| Data                                                                | Città                                                               | In casa                                                             | Risultato                                                           | Ospiti                                                              | Competizione                                                        | Reti                                                                | Note                                                                |
| ------------------------------------------------------------------- | ------------------------------------------------------------------- | ------------------------------------------------------------------- | ------------------------------------------------------------------- | ------------------------------------------------------------------- | ------------------------------------------------------------------- | ------------------------------------------------------------------- | ------------------------------------------------------------------- |
| 26-3-2019                                                           | Dakar                                                               | Senegal                                                             | 2 – 1                                                               | Mali                                                                | Amichevole                                                          | -                                                                   |                                                                     |
| 16-6-2019                                                           | Doha                                                                | Algeria                                                             | 3 – 2                                                               | Mali                                                                | Amichevole                                                          | -                                                                   | 89’                                                                 |
| 2-7-2019                                                            | Ismailia                                                            | Angola                                                              | 0 – 1                                                               | Mali                                                                | Coppa d'Africa 2019 - 1º turno                                      | -                                                                   |                                                                     |
| 17-11-2019                                                          | N'Djamena                                                           | Ciad                                                                | 0 – 2                                                               | Mali                                                                | Qual. Coppa d'Africa 2021                                           | -                                                                   |                                                                     |
| 9-10-2020                                                           | Antalya                                                             | Mali                                                                | 3 – 0                                                               | Ghana                                                               | Amichevole                                                          | -                                                                   |                                                                     |
| 13-11-2020                                                          | Bamako                                                              | Mali                                                                | 1 – 0                                                               | Namibia                                                             | Qual. Coppa d'Africa 2021                                           | -                                                                   |                                                                     |
| 17-11-2020                                                          | Windhoek                                                            | Namibia                                                             | 1 – 2                                                               | Mali                                                                | Qual. Coppa d'Africa 2021                                           | -                                                                   |                                                                     |
| 12-1-2022                                                           | Limbe                                                               | Tunisia                                                             | 0 – 1                                                               | Mali                                                                | Coppa d'Africa 2021 - 1º turno                                      | -                                                                   |                                                                     |
| 16-1-2022                                                           | Limbe                                                               | Gambia                                                              | 1 – 1                                                               | Mali                                                                | Coppa d'Africa 2021 - 1º turno                                      | -                                                                   | 43’                                                                 |
| 20-1-2022                                                           | Douala                                                              | Mali                                                                | 2 – 0                                                               | Mauritania                                                          | Coppa d'Africa 2021 - 1º turno                                      | 1                                                                   |                                                                     |
| 26-1-2022                                                           | Bamako                                                              | Mali                                                                | 0 – 0 dts (5 - 6 dtr)                                               | Guinea Equatoriale                                                  | Coppa d'Africa 2021 - Ottavi di finale                              | -                                                                   |                                                                     |
| 25-3-2022                                                           | Bamako                                                              | Mali                                                                | 0 – 1                                                               | Tunisia                                                             | Qual. Coppa d'Africa 2023                                           | -                                                                   |                                                                     |
| 29-3-2022                                                           | Tunisi                                                              | Tunisia                                                             | 0 – 0                                                               | Mali                                                                | Qual. Coppa d'Africa 2023                                           | -                                                                   |                                                                     |
| 26-9-2022                                                           | Bamako                                                              | Mali                                                                | 0 – 0                                                               | Zambia                                                              | Amichevole                                                          | -                                                                   |                                                                     |
| 16-11-2022                                                          | Orano                                                               | Algeria                                                             | 1 – 1                                                               | Mali                                                                | Amichevole                                                          | 1                                                                   |                                                                     |
| 24-3-2023                                                           | Bamako                                                              | Mali                                                                | 2 – 0                                                               | Gambia                                                              | Qual. Coppa d'Africa 2023                                           | -                                                                   |                                                                     |
| 18-6-2023                                                           | Brazzaville                                                         | Rep. del Congo                                                      | 0 – 2                                                               | Mali                                                                | Qual. Coppa d'Africa 2023                                           | -                                                                   |                                                                     |
| 17-11-2023                                                          | Bamako                                                              | Mali                                                                | 3 – 1                                                               | Ciad                                                                | Qual. Mondiali 2026                                                 | -                                                                   | 90’                                                                 |
| 20-11-2023                                                          | Bamako                                                              | Mali                                                                | 1 – 1                                                               | Rep. Centrafricana                                                  | Qual. Mondiali 2026                                                 | -                                                                   |                                                                     |
| Totale                                                              |                                                                     | Presenze                                                            | 19                                                                  |                                                                     | Reti                                                                | 2                                                                   |                                                                     |

## Palmares

### Club

#### Competizioni nazionali
- Football League Championship: 1

Newcastle: 2016-2017